# Martoeni (stad in Armenië)
Martoeni (Armeens: Մարտունի) is een stad in Armenië. Deze stad ligt in de marzer (provincie) Gegharkunik.
De stad ligt vlak bij het Sevanmeer, het grootste meer in de Kaukasus. De straten Yervanyan en Mayasnikyan vormen de belangrijkste straten van de stad met de alledaagse voorzieningen. Martoeni is vernoemd naar de revolutionaire partijleider Alexander Myasnikyan, van wie zijn bijnaam Martuni was. 
De stad was gedurende de Sovjet-Unie met het gezicht gericht op het Sevanmeer. Met industriële bedrijven, drukbezochte stranden en een florerende visserseconomie had de stad belangrijke economische pijlers in handen. Met de val van de Sovjet-Unie keerde Martuni de rug naar het Sevanmeer toe en raakten de stranden bij het meer verwaarloosd. Ook de industriële bedrijven moesten door de economische terugval sluiten. 
Abovjan · Agarak · Achtala · Alaverdi · Aparan · Ararat · Armavir · Artasjat · Artik · Artsvasjen · Asjtarak · Berd · Bjoeregavan · Dastakert · Darakert · Dilidzjan · Dzjermoek · Etsjmiadzin · Gavar · Goris · Gjoemri · Hrazdan · Idzjevan · Jechegnadzor · Jegvard · Kadzjaran · Kapan · Maralik · Martoeni · Masis · Megri · Metsamor · Nojemberjan · Nor Hatsjen · Odzoen · Sevan · Sisian · Sjamloeg · Spitak · Stepanavan · Talin · Tasjir · Toemanjan · Tsachkadzor · Tsjambarak · Tsjarentsavan · Vajk · Vanadzor · Vardenis · Vedi · Jerevan